# أماندا فيلدر
أماندا فيلدر (بالإنجليزية: Amanda Felder)‏ هي تريثلت أمريكية، ولدت في 16 يناير 1982 في هيوستن في الولايات المتحدة.

## وصلات خارجية
- أماندا فيلدر على موقع اتحاد الترياتلون الدولي (الإنجليزية)
- أماندا فيلدر على موقع IAT Triathlon Database (الإنجليزية)